# Montaigut-le-Blanc, Creuse
Montaigut-le-Blanc este o comună în departamentul Creuse din centrul Franței. În 2009 avea o populație de 385 de locuitori.

## Evoluția populației
| An        | 1975 | 1982 | 1990 | 1999 | 2006 | 2009 |
| --------- | ---- | ---- | ---- | ---- | ---- | ---- |
| Populație | 471  | 461  | 448  | 396  | 386  | 385  |